# Тёплиц, Отто
Отто Тёплиц (1 августа 1881, Бреслау, Германия, — 15 февраля 1940, Иерусалим, Палестина) — немецкий математик, основные работы — в области функционального анализа.

## Биография
Родился в еврейской семье, отец, Эмиль, и дед, Юлиус, были преподавателями математики в гимназии. Изучал математику в Университете Бреслау, там же 1905 году получил степень доктора наук с диссертацией по алгебраической геометрии.
С 1906 по 1913 год работал в Гёттингене, в котором в то время работали Давид Гильберт, Феликс Клейн, Герман Минковский. Вместе с Борном, Курантом и Хеллингером вошёл в группу учёных, работающих совместно с Гильбертом, с членами группы поддерживал отношения всю жизнь. Работы того времени связаны с обобщением теории линейных функционалов и квадратичных форм для бесконечномерных случаев, написал пять работ, напрямую связанных со спектральной теорией операторов, которую разрабатывал Гильберт, опубликовал работу о процессе суммирования и определил базовые принципы матриц Тёплица. Совместно с Хеллингером установил ограниченность симметрического оператора в гильбертовом пространстве (теорема Хеллингера — Тёплица). В 1911 году сформулировал гипотезу о вписанном квадрате, в которой предположил, что всякая жорданова кривая содержит вписанный квадрат (также известна как «гипотеза Тёплица»). Утверждение было доказано для выпуклых кривых и гладких кривых, но доказательство в общем случае по состоянию на 2013 год не получено.
В 1913 году получил должность профессора-преподавателя в Университете имени Христиана Альбрехта, где в 1920 году стал заведующим кафедрой. В 1928 году перешёл в Боннский университет, где сменил Эдуарда Штуди.
С начала 1920-х годов в область интересов входили история математики и преподавание математики. Продвигал «генетический метод» преподавания математики, который применил при написании книги «Entwicklung der Infinitesimalrechnung», в которой выстраивал канву изложения современных задач как поэтапного развития классических задач древнегреческой математики. Книга писалась с 1920-х годов, но так и не была закончена, впоследствии отредактирована Готтфридом Кёте и посмертно издана на немецком в 1946 году. В 1929 при его участии была создана книга по истории математики «Quellen und Studien zur Geschichte der Mathematik», в 1930 году совместно с Хансом Радемахером опубликовал классическую книгу о популярной математике «Числа и фигуры» (нем. Von Zahlen und Figuren).
В 1933 году в Германии вступил в силу «Закон о восстановлении профессионального чиновничества», согласно которому преподаватели еврейского происхождения были отстранены от работы. Поначалу Тёплиц смог сохранить позицию, так как он был среди тех, кого назначили до 1914 года, но в 1935 году он был также уволен. В 1939 году иммигрировал в Палестину и умер в Иерусалиме от туберкулёза год спустя.